# مارل
مارل ألمانيا (بالألمانية: Marl, North Rhine-Westphalia) هي بلدة ألمانية تقع في ألمانيا في ركلنهاوزن. يقدر عدد سكانها بـ 88,502 نسمة .

## المدن التوأمة
مدن كريل، هرتسليا، Bitterfeld، زالاجيرسيج، Pendle، کوش‌ آداسی و بيترفلد ولفن هي مدن توأمة لـمارل ألمانيا.

## أعلام
- كريستيان فيتكلو
- فلوريان كرافت
- كارستن براش
- ثيودور برينكمان
- نواه كورزويسكى